# O hur lycklig är den som har Jesus till vän
O hur lycklig är den som har Jesus till vän är en psalm med 5 verser. Texten är från 1749 av Charles Wesley och musik av George Frederick Root. En text med samma versrytmik och tema finns med i Andeliga Sånger och Werser 1806 (nr 292) men med inledningen O du ljuva tröst, vid min Jesu bröst, som sjungs till den tyska kompositionen Seelen-Bräutigam av Johann Sebastian Bach, (BWV 409).

## Publicerad i
- Nya Pilgrimssånger 1892 som nr 200 med vers 1—3 under rubriken "Ny födelse".
- Metodistkyrkans psalmbok 1896, som nr 253 med titelraden O. hur salig den är, Som har frälsaren kär under rubriken "Rättfärdiggörelse".
- Herde-Rösten 1892 som nr 560 under rubriken "Frid och sällhet:" Sången har en lite annorlunda text jämfört med FA:s sångbok 1990 nedan. Författare eller kompositör anges inte.
- Musik till Frälsningsarméns sångbok 1907 som nr 103.
- Frälsningsarméns sångbok 1929 som nr 424 under rubriken "Strid och verksamhet - Under striden".
- Frälsningsarméns sångbok 1968 som nr 472 under rubriken " Strid Och Verksamhet - Kamp och seger".
- Frälsningsarméns sångbok 1990 som nr 633 under rubriken "Strid och kallelse till tjänst".